# Innocenzo Ferrieri
Innocenzo Ferrieri, italijanski rimskokatoliški duhovnik, škof in kardinal, * 14. september 1810, Fano, † 13. januar 1887.

## Življenjepis
20. septembra 1834 je prejel duhovniško posvečenje.
4. oktobra 1847 je bil imenovan za naslovnega nadškofa Sid; 10. oktobra istega leta je prejel škofovsko posvečenje.
15. novembra 1848 je bil imenovan za apostolskega nuncija v Belgiji in 16. junija 1856 za apostolskega nuncija na Portugalskem.
13. marca 1868 je bil povzdignjen v kardinala in imenovan za kardinal-duhovnika S. Cecilia.
31. marca 1875 je bil imenovan za prefekta Kongregacije za odpustke in relikvije in 6. julija 1876 za prefekta Kongregacije za škofe in kanonike.